# Ururi
Ururi är en ort och kommun i provinsen Campobasso i regionen Molise i Italien. Kommunen hade 2 615 invånare (2018) och gränsar till kommunerna Larino, Montorio nei Frentani, Rotello och San Martino in Pensilis.
Stadens tidigare namn var Aurora. Den fick sitt nuvarande namn på 1500-talet och en ny befolkningsgrupp, arberesjerna. Den arberesjiska språket och identiteten är fortfarande dominerande i detta lilla samhälle, men också italienska talas.